# A Star Is Born Again
«A Star Is Born Again» (рус. Заново рождённая звезда) — тринадцатый эпизод четырнадцатого сезона мультсериала «Симпсоны». Впервые вышел в эфир 2 марта 2003 года.

## Сюжет
Во время ежегодного фестиваля Медуз, который проводится в честь возвращения Жалящей Красной медузы к берегам Спрингфилда, Нед Фландерс становится депрессивным, потому что он один. У других взрослых есть партнёры, с которыми они проводят романтический вечер в котильоне Медуз. А для Неда этот фестиваль первый, который он встречает без своей жены Мод.
Нед возвращается в Лефториум, чтобы поработать со своими налогами и отвлечься от грустных мыслей. Там он встречает красивую женщину (которую озвучивает Мариса Томей), которая берёт леворукие щипцы. После беседы с Недом она приглашает его на свидание. После её ухода Нед замечает постер фильма с изображением этой женщины: оказывается, она кинозвезда Сара Слоун (которая когда-то встречалась с Райнером Вульфкаслом, но порвала с ним из-за его акцента).
Благодаря тому, что Саре полюбился простой, но причудливый образ жизни Неда и его честность, пара поладила. Они приходят на несколько свиданий и сталкиваются с некоторыми проблемами, особенно из-за бульварных журналистов, следующих за ними. Кроме того, Сара более раскованна, чем Нед, и этим она вызывает у последнего некоторую напряжённость.
После того, как фильм Сары вышел на экраны, она попросила Неда вернуться с ней в Голливуд. Нед представляет себе, что будет, если он попадёт в кишащий пороками (по его мнению) Голливуд. Вместо таблички «Голливуд» он видит надпись «Голыйвуд», вскоре Нед встречается с продюсером «Симпсонов» Джеймсом Бруксом, который пугает святошу различными способами; плюс ко всему его дети Род и Тодд стали продюсерами-евреями! Разумеется, Нед отказывается. Из-за этого Сара решает сама остаться в Спрингфилде, чтобы быть с Недом. Она начинает медленно налаживать отношения с местными жителями: она ходит за покупками вместе с Недом и присоединяется к книжному клубу Мардж, куда она приглашает известную писательницу Хелен Филдинг (которая хвалит членов клуба за покупку своих книг, а не за их чтение, а потом убегает в фирменном английском стиле).
На концерте, на который Сара надела платье с глубоким вырезом, Сара открыто говорит Неду, что она хочет заняться с ним сексом. В конечном счёте Нед соглашается, но настаивает на браке, если они хотят продолжать сексуальные отношения. Сара не хочет замуж, и пара расстаётся. Вскоре Сара возвращается в Голливуд и устраивает быстрые свадьбу и развод с Бобом Балабаном. А Нед тем временем решает, что теперь он стал ещё более привлекательным для женщин благодаря своим знаменитым отношениям. Гомер и Мардж поздравляют его, после чего все трое начинают убегать от Хелен Филдинг, за которой снова гоняются полицейские.

## Культурные отсылки
- Этот эпизод во многом является пародией на фильм 1999 года «Ноттинг Хилл».
- Сцена, в которой Хелен Филдинг гонится за полицейским и мужчиной в костюме гориллы после заседания книжного клуба и в конце эпизода — дань уважения британскому комедийному шоу «Шоу Бенни Хилла». Фигурирует «Yakety Sax» — музыка, используемая в этом сериале.
- Для некоторых сцен в качестве фоновой музыки были использованы произведения «Арабеска № 1» и «Лунный свет» Клода Дебюсси.
- Нед Фландерс говорит: «Этот фильм постепенно превращается в „Губку Боба без штанов“», что является отсылкой на мультфильм «Губка Боб Квадратные Штаны».
- После того, как Сара приглашает Неда на первое свидание (когда она покидает Лефториум), Нед поёт песню группы «America» «A Horse with No Name» с отсылкой на свидание.

## Отношение критиков и публики
В 2008 году в статье журнала «Entertainment Weekly» Мариса Томей в роли Сары Слоан была названа одной из 21 лучшей приглашённой звезды из «Симпсонов».